# Pipistrel Virus
Le Pipistrel Virus est un avion léger biplace monomoteur fabriqué par le constructeur slovène Pipistrel.

## Description
Le Pipistrel Virus est conçu à partir du Sinus. C'est un monoplan en configuration aile haute, avec un empennage en T. Le cockpit possède deux places côte à côte. La première version a une envergure de 12,5 m. Les versions SW (Short Wing) ont une envergure de 10,7 m. Il est motorisé par un Rotax 912 de 80 ch ou 100 ch.

## Historique
Le Pipistrel Virus effectue son vol inaugural le 10 août 1999. La production en série débute peu après, en janvier 2000. En avril 2003, le centième exemplaire de la famille Sinus/Virus est produit. En 2004, la production est déplacée dans une nouvelle usine située à Ajdovščina.
Le développement de la version SW (Short Wing) débute en 2007 et sa production en série est démarrée l'année suivante.
En 2008, le Pipistrel Virus remporte le General Aviation Technology Challenge de la NASA.
Le 8 janvier 2012, le pilote slovène Matevž Lenarčič démarre un tour du monde de 100 000 km avec un Pipistrel Virus SW 914, avec pour objectif de terminer le parcours avec le moins de carburant possible. L'avion pèse 290 kg et parcourt 80 km avec un litre de carburant. L'aviateur vole souvent à plus de 9 000 m pour en économiser et survole notamment l'Everest. Il atterrit à l'aéroport de Brnik à Ljubljana le 19 avril 2012, après un périple de 101 jours.
En octobre 2015, Pipistrel remporte un appel d'offres du Ministère de la Défense indien. Le contrat porte sur 194 avions d'entraînement Pipistrel Virus SW 80 Garud, dont 72 pour la Force aérienne indienne, 12 pour la Marine indienne et 110 pour le National Cadet Corps (en), avec une option pour 100 appareils supplémentaires. À sa signature, il s'agit de la plus grosse commande de l'histoire de l'aviation légère, et le contrat est estimé à 20 millions de dollars par les médias indiens. La livraison des 194 appareils est achevée en octobre 2019.
En mars 2019 est produit le millième exemplaire de la famille Sinus/Virus.